# سلطان‌آباد (کنگاور)
سلطان‌آباد (کنگاور)، روستایی از توابع بخش مرکزی شهرستان کنگاور در استان کرمانشاه ایران است.

## جمعیت
این روستا در دهستان کرماجان قرار دارد و براساس سرشماری مرکز آمار ایران در سال ۱۳۹۵، جمعیت آن ۶۳۳ نفر (۱۹۰خانوار) بوده‌ است.